# 21542 Kennajeannet
21542 Kennajeannet è un asteroide della fascia principale. Scoperto nel 1998, presenta un'orbita caratterizzata da un semiasse maggiore pari a 3,1789839 UA e da un'eccentricità di 0,0664595, inclinata di 15,54630° rispetto all'eclittica.